# Бабіш-Молда
Бабіш-Молда — комплекс архітектурних пам'яток IV—II століть до н. е.., розташований у стародавньому руслі річки Сирдар'ї (Жанадар'я).

## Історія
Досліджено у 1950 році Хорезмською археолого-етнографічною експедицією (керівник С. П. Толстов). До комплексу входять міське укріплення, могильник, руїни поселення та зрошувальної системи. Міське укріплення — цитадель і оборонні стіни з вежами — знаходиться на височини і оточене фортечною стіною (товщина: близько 5,3 м), складеною з обпаленої цегли. Розрізи фортечних стін показують, що у будівництві використовувалася пахса. Усередині фортеці, яка має розміри 100 на 100 метрів, можна побачити сліди квадратної палацової будівлі, що має розміри 44 на 44 метри. В західній частині комплексу розташований чотирикутний могильник, який має розміри 21 на 21 метр та висоту 7 метрів. Могильник складається з 4 приміщень, збудованих з обпаленої цегли та з'єднаних між собою проходами. Купол покриває могильник.